# Östra Rudboda radhusområde

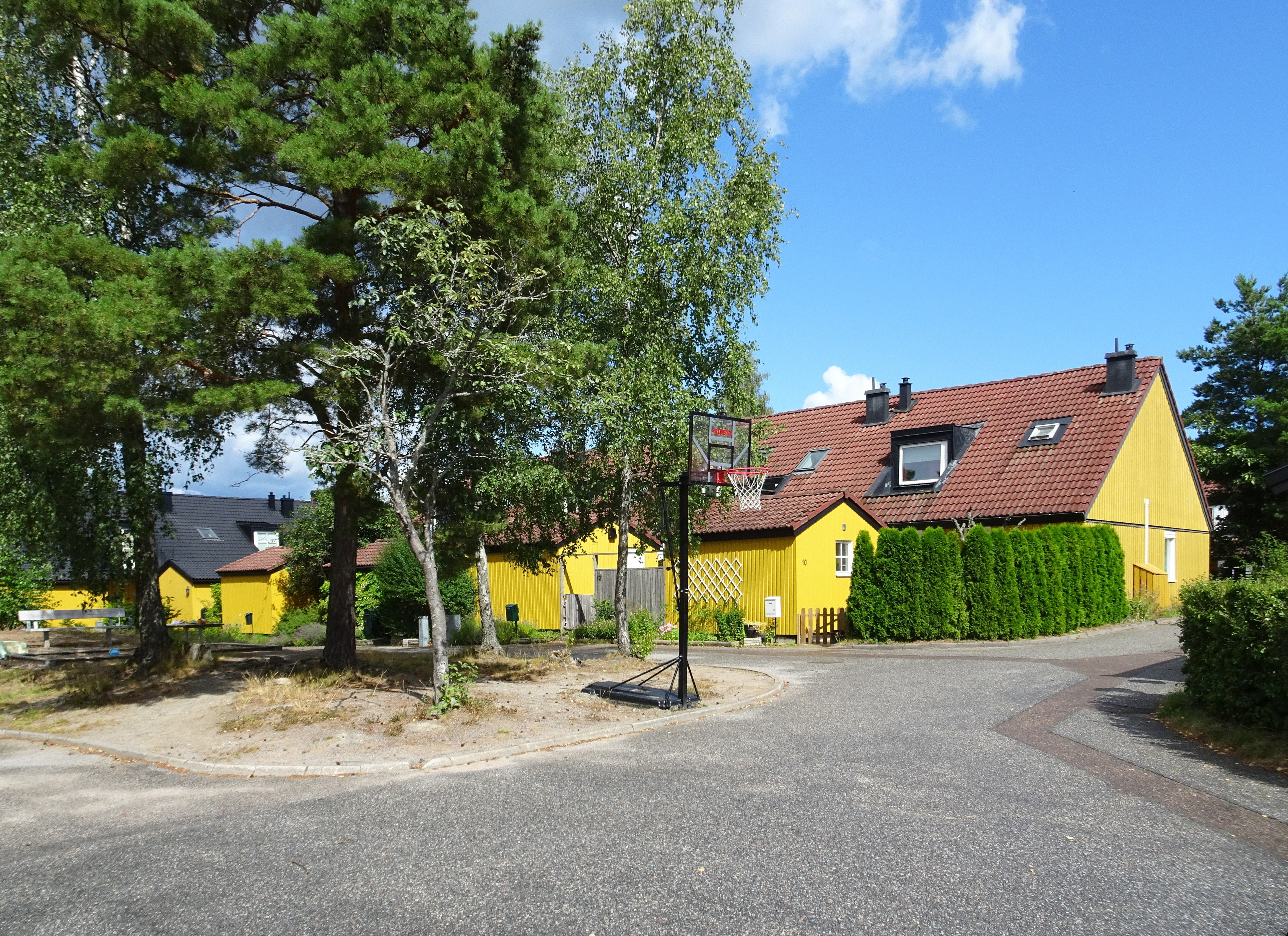
Östra Rudboda, Misteltunet, 2021.

Östra Rudboda radhusområde ligger i kommundelen Rudboda i Lidingö kommun, Stockholms län. Området uppfördes i mitten av 1970-talet med drygt 450 radhusenheter kring de så kallade Tunen efter ritningar av arkitektkontoret FFNS. Dessa rad- och kedjehus räknas idag till kommunens kulturhistoriskt värdefulla byggnader.

## Bakgrund
Lidingö har en lång tradition av radhus som boendeform. De äldsta kallas Canadahusen byggda 1908-1909 i kommundelen Bo och räknas till Sveriges första. I Sverige hade intresset för radhus varit svagt ända in på 1950-talet. För den nya, stora medelklassen som växte fram efter andra världskriget kom rad- och kedjehus att bli accepterad och uppskattad. Radhus- och hyreshusbyggandet gynnades dessutom av den statliga bostadspolitiken med fördelaktiga bostadslån, speciellt under miljonprogrammet där även Östra Rudboda radhusområde kom till. Östra Rudboda radhusområde är med 456 husenheter Lidingös största i sitt slag.

## Planering och bebyggelsen

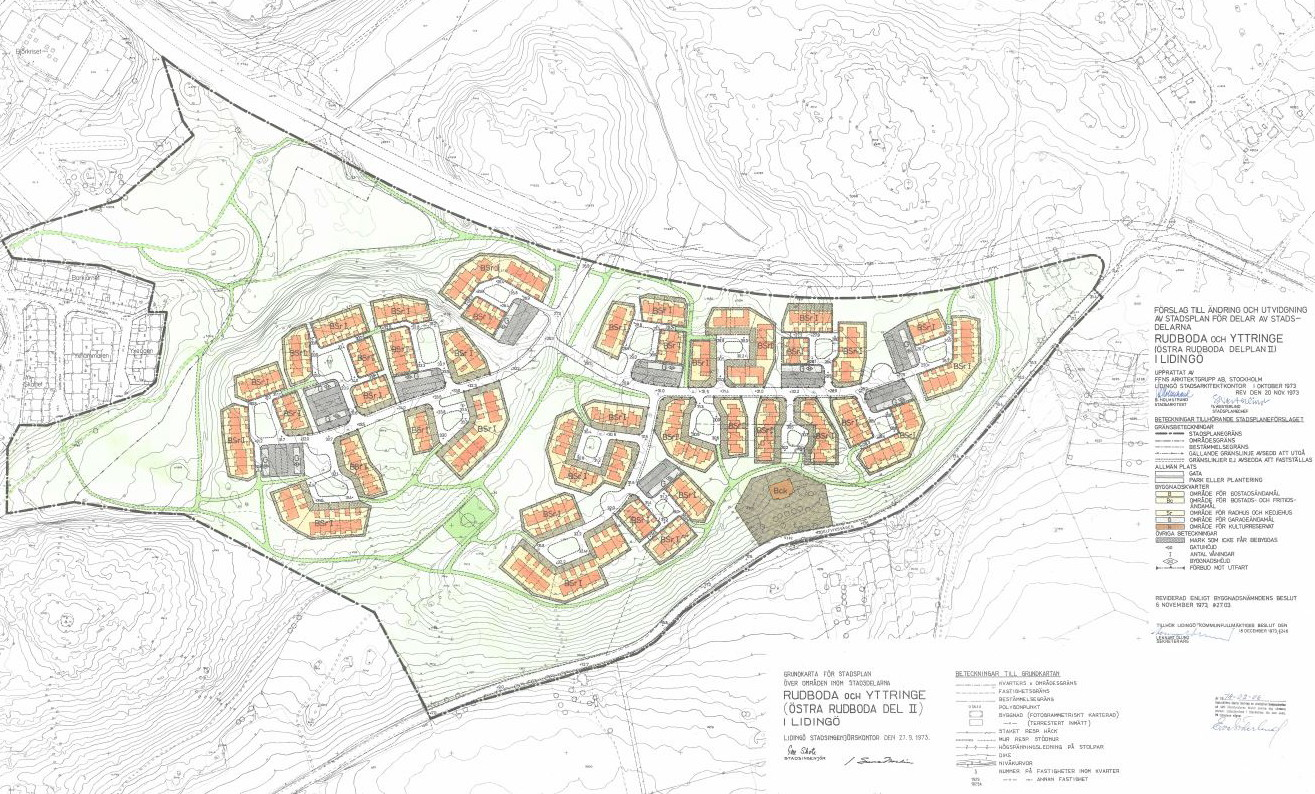
Stadsplan för östra Rudboda, delplan II, söder om Norra Kungsvägen, 1973.

Bebyggelsen sträcker sig norr och söder om Norra Kungsvägen och är uppdelad i fyra grupper, två norr om Norra Kungsvägen och två söder därom. Området kom till efter en arkitekttävling som utlystes av Lidingö stads Tomt AB och vanns av arkitektkontoret FFNS med projektet Gröna byar. Inspirationen hämtades från svensk småstadstradition med ett antal mindre längor om 15–20 radhus kring ett centralt ”bytorg”, ett gårdstun. Varje tun fick sitt eget, trädanknutet namn såsom Apeltunet, Hasseltunet, Idetunet, Entunet, Grantunet, Talltunet, Misteltunet och Lärktunet, totalt 31 tun.
Radhusområdets stadsplaner upprättades 1973 under ledning av kommunens stadsarkitekt Bengt Holmstrand och fastställdes i februari 1974. Stadsplanen är mycket detaljerad och följde arkitektkontoret FFNS:s vinnande förslag. I planbeskrivningen angavs bland annat:
| ” | Bebyggelsen på varje bergsplatå uppdelas i mindre grupper av hus, som bildar ”byar”, vilka åtskiljs av stråk med naturmark. Byarna rymmer i allmänhet 12-15 hus (lägst 8, högst 19) […] I ungefär hälften av byarna finns garage och biluppställningsplats på varje fastighet. I övriga byar ordnas garagering och parkering på en gemensam fastighet. | „ |

Placeringen av de olika enheterna gjordes med stor hänsyn till befintlig terräng och vegetation där varje tun bevarar lite av den ursprungliga växtligheten och samtidigt ge plats för utelek åt tunets barn. Husen är traditionellt utformade med sadeltak och träfasader målade i röd respektive gul kulör (varje tun fick sin egen färg). Arkitekturen är tydligt nationalromantiskt och kan ses som en motreaktion på samtidens mer storskaliga byggande i miljonprogrammets spår. Varje husenhet har en boarea om mellan 110 m² till 130 m² och uppläts med äganderätt. Till varje hus hör även en liten trädgård. I juni 2021 såldes ett av husen (i Lärktunet, 114 m²) för 9 miljoner kronor.

## Området i kultur
Några exteriöra scener i TV-serien Svensson, Svensson är inspelade i Östra Rudboda.

## Bilder

Norra området
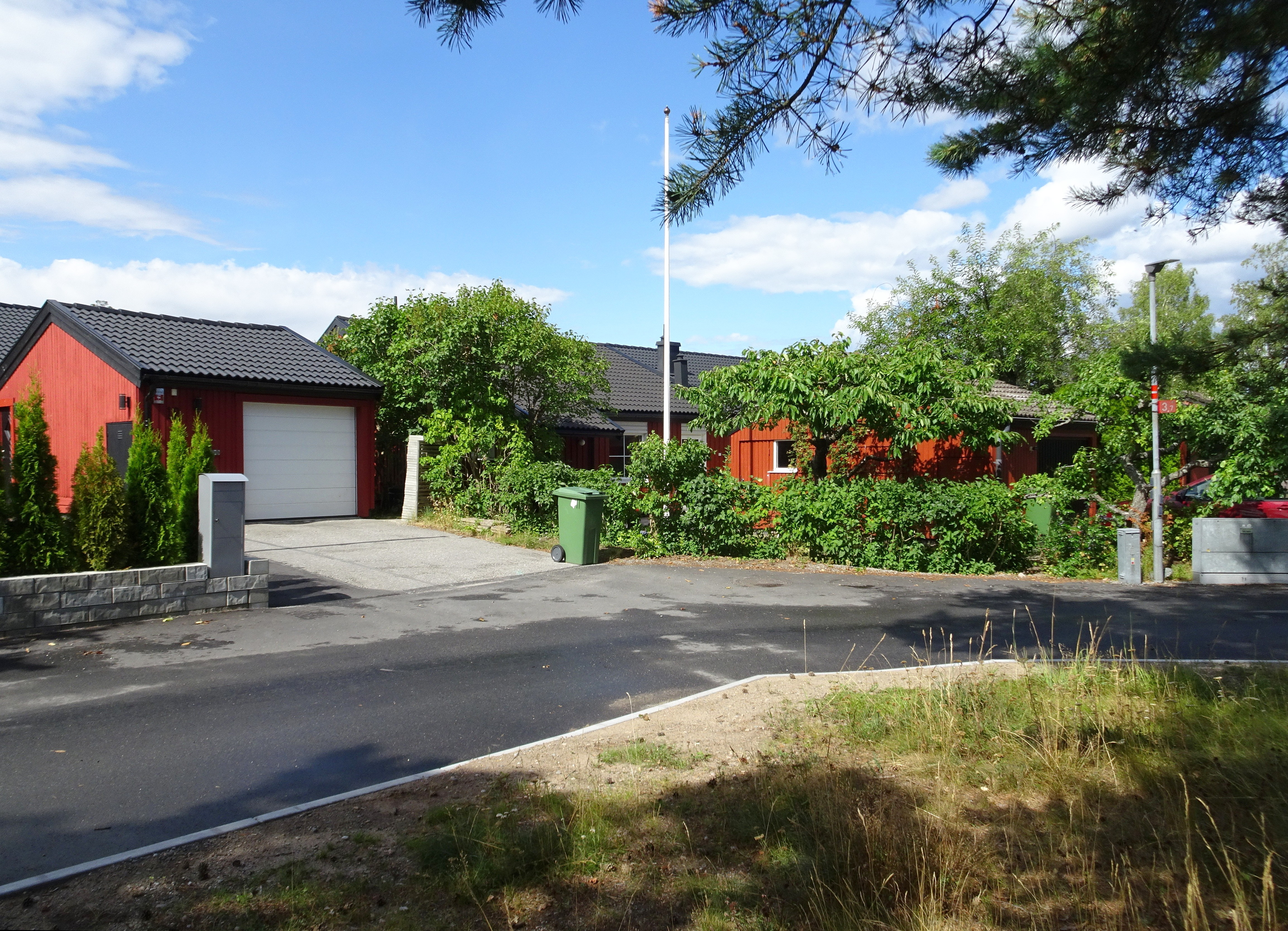
Apeltunet.
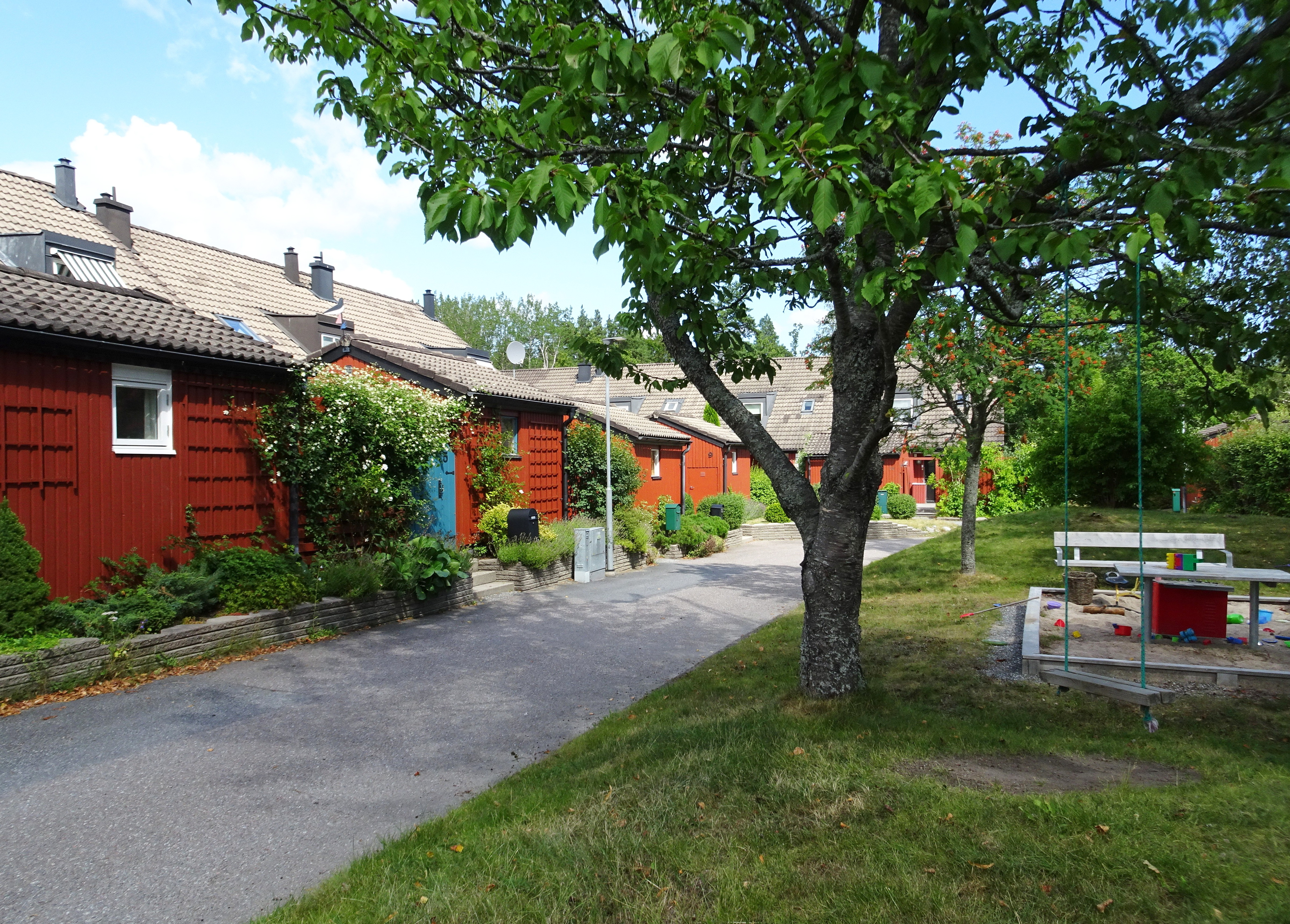
Talltunet.
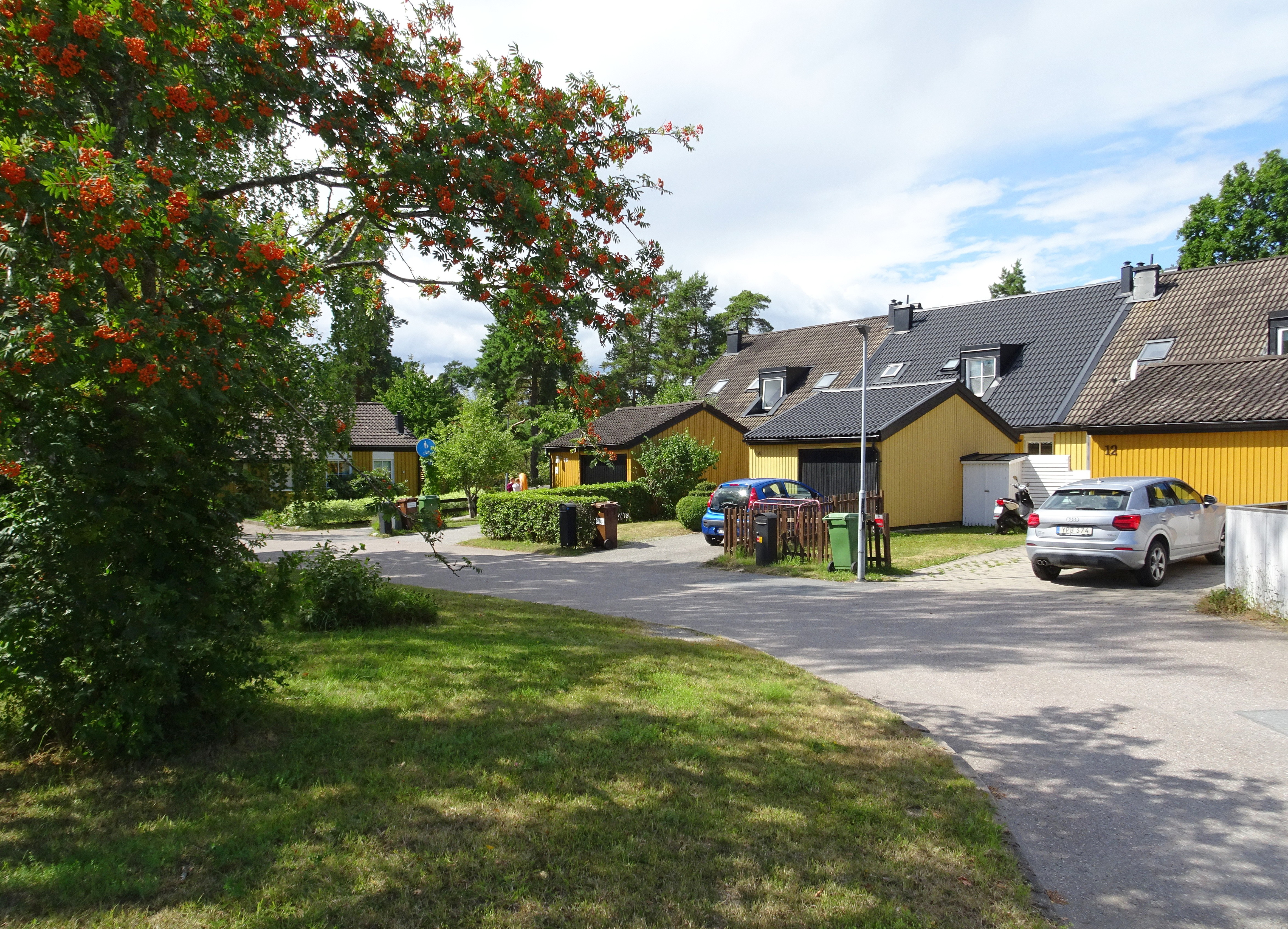
Entunet.
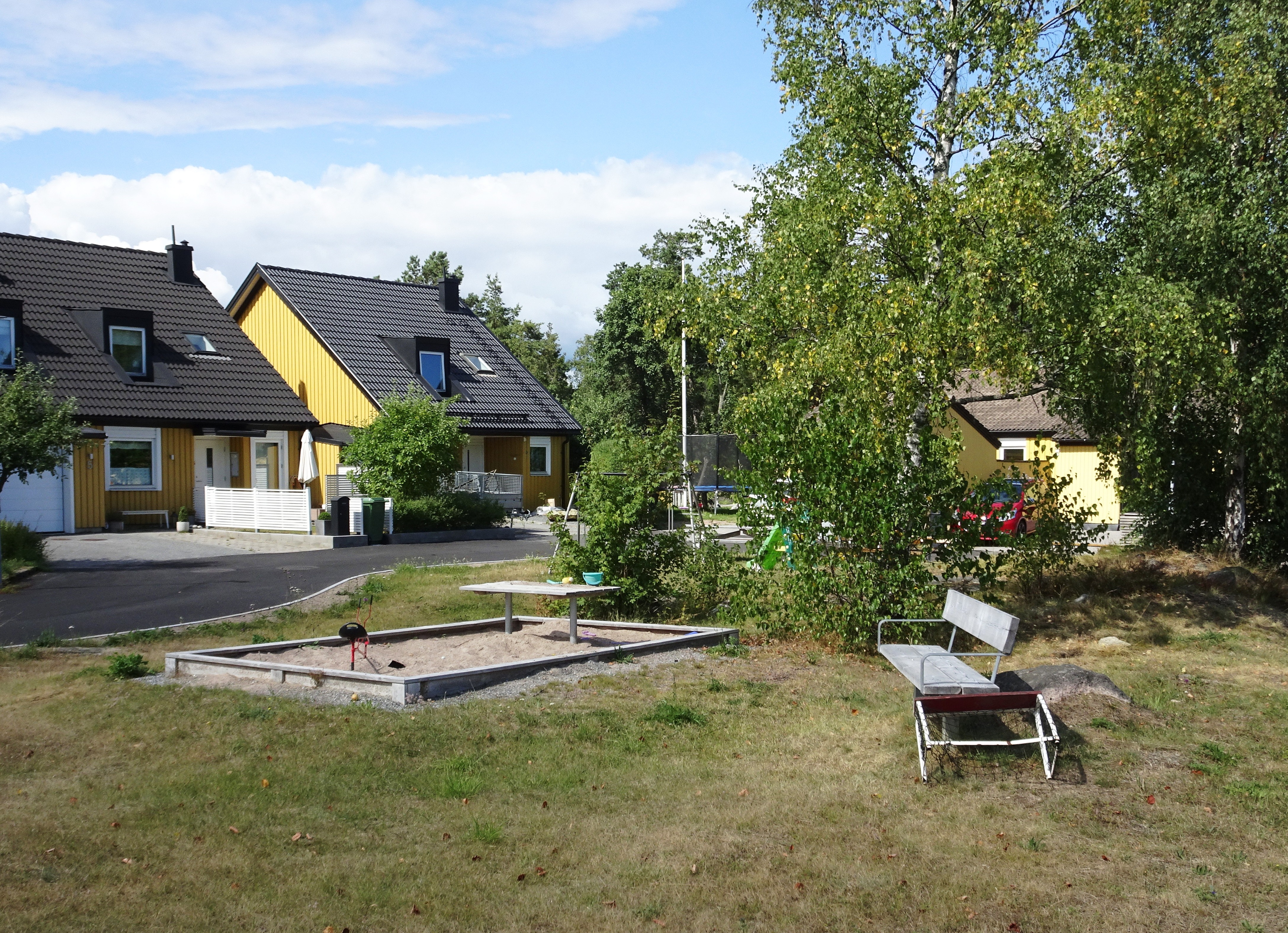
Tistrontunet.

Södra området
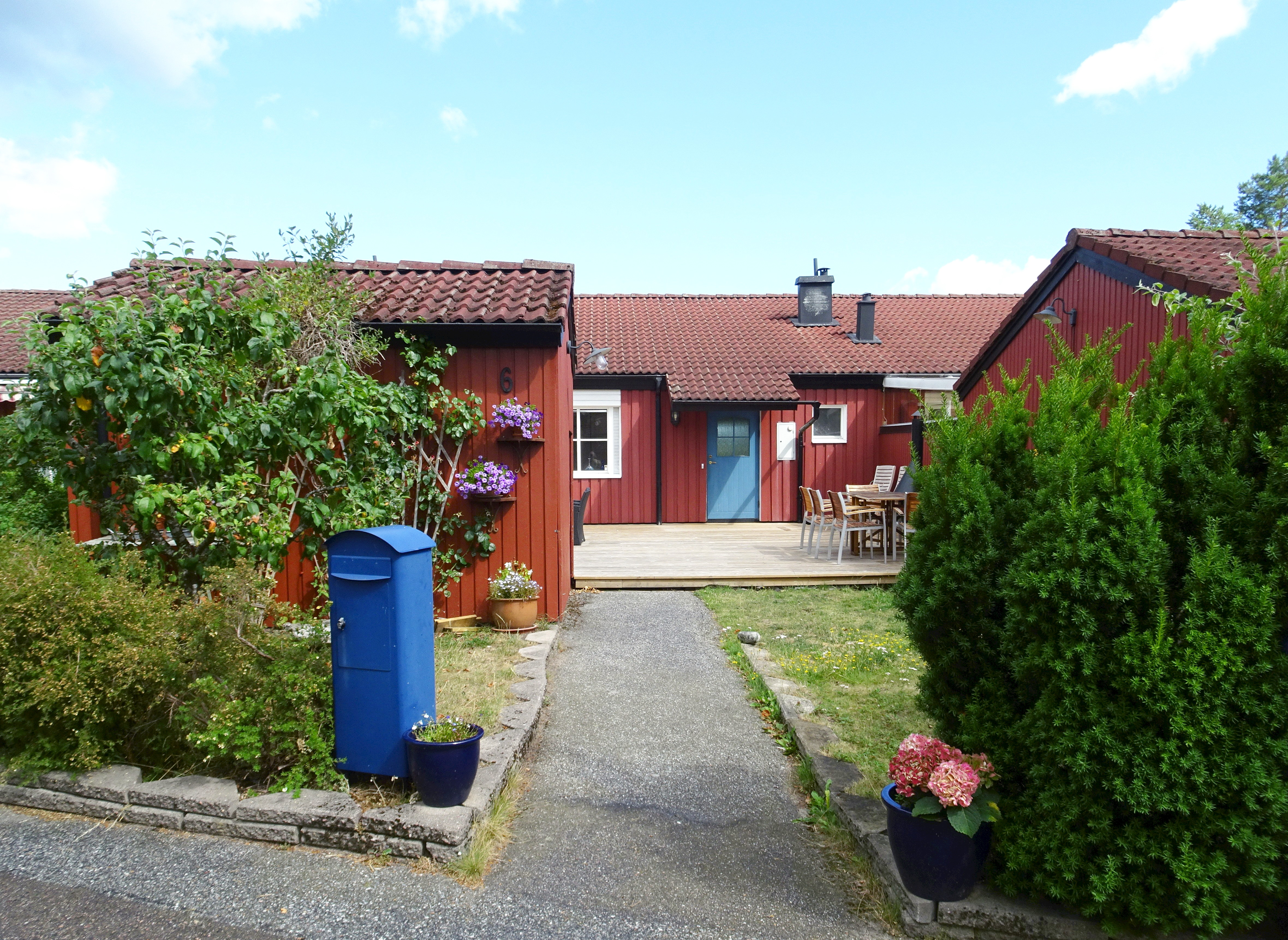
Hasseltunet.
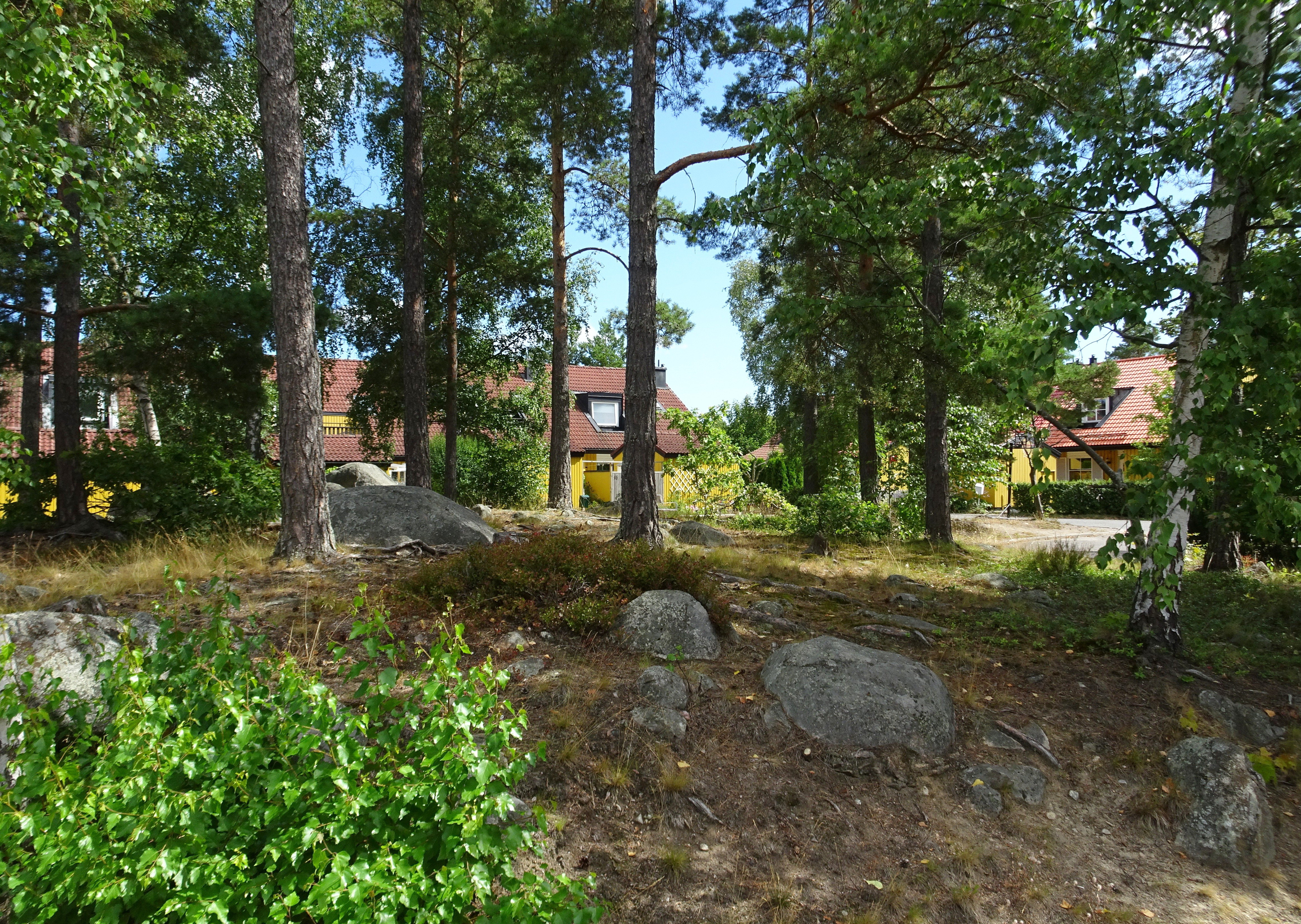
Misteltunet.
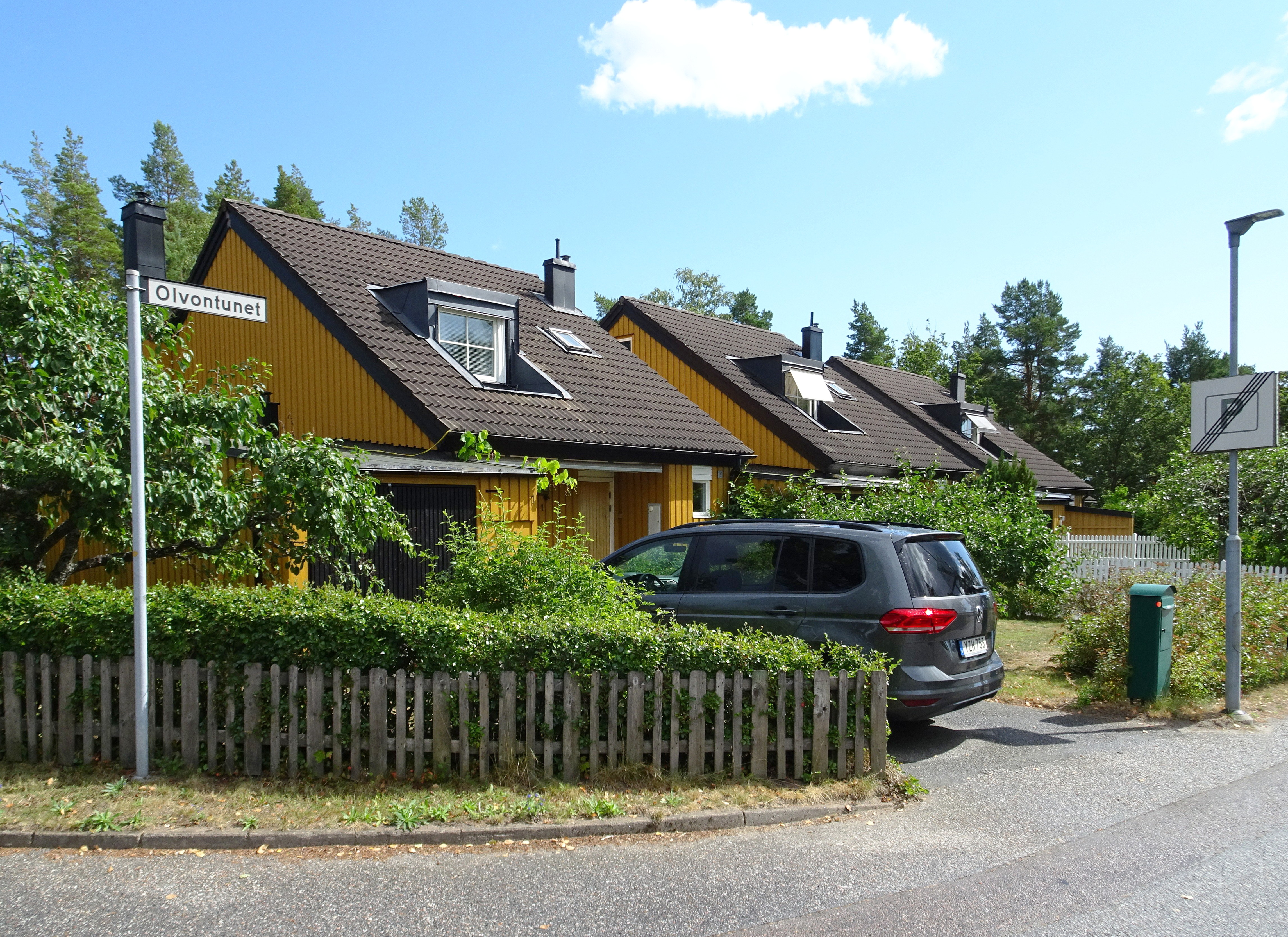
Olvontunet.
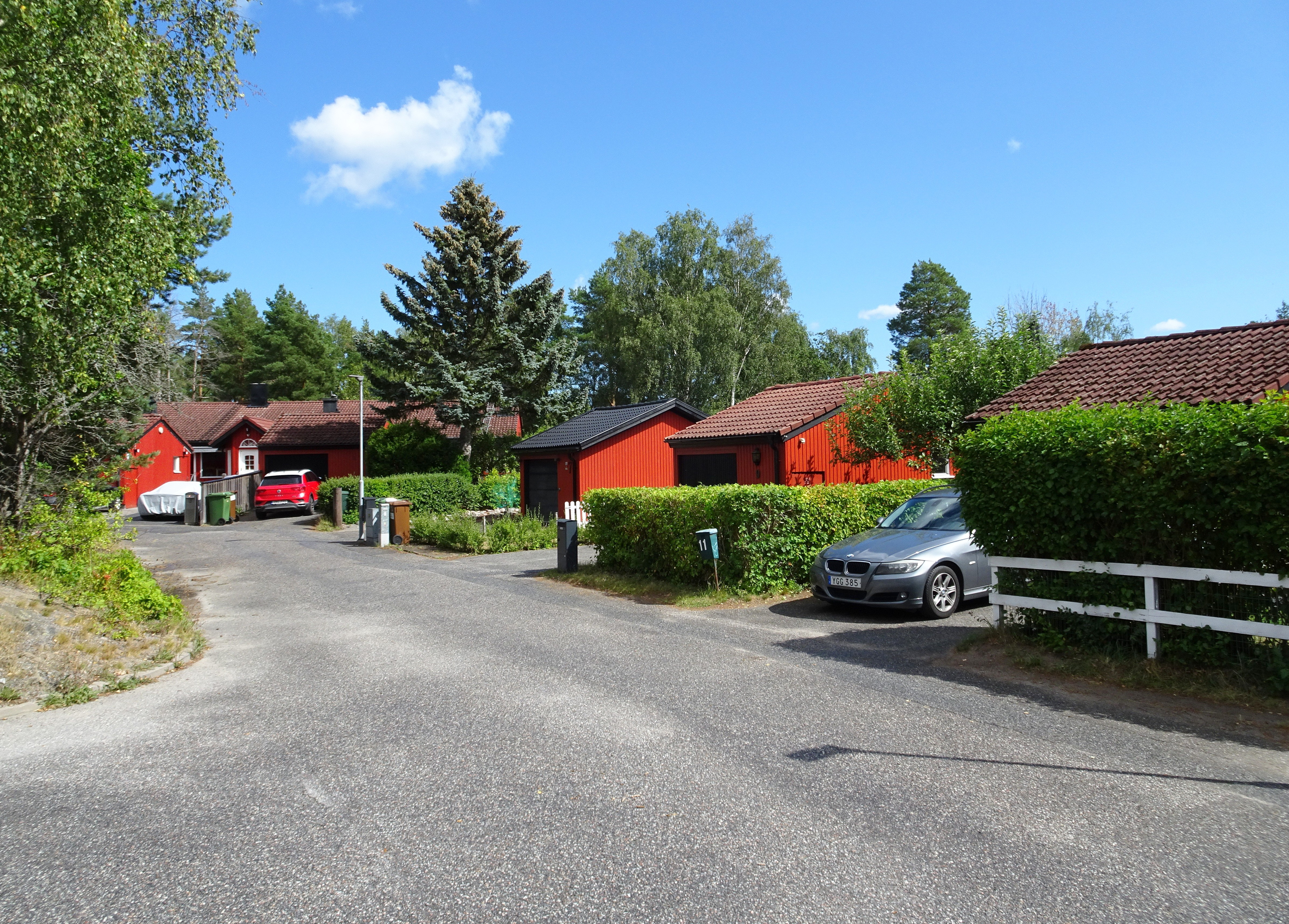
Slåntunet.